# Dinomyrmex gigas
Dinomyrmex gigas (ehem. Camponotus gigas) ist die einzige Ameisenart in der Gattung Dinomyrmex innerhalb der Unterfamilie der Schuppenameisen (Formicinae). Diese Art zählt zu den größten Ameisen der Welt.

## Merkmale
Die Körperlänge der Arbeiterinnen beträgt zwischen 20,9 mm und 28,1 mm. Die Königin ist im Mittel 31,3 mm, ein Männchen 18,3 mm lang. Kopf und Mesosoma sind meist schwarz gefärbt, während die Farbe von Beinen und Gaster variieren kann.

### Unterarten
Die Art Dinomyrmex gigas gliedert sich in folgende Unterarten:
- D. gigas borneensis Emery, 1887[2]
- D. gigas gigas (Latreille, 1802)[3]

## Verbreitung
Das Verbreitungsgebiet erstreckt sich in Südostasien von Sumatra bis Thailand. Dort kommen sie sowohl in Mangrovenwäldern, als auch in den Bergen in Höhen von bis zu 1.500 Metern vor.

## Lebensweise
Dinomyrmex gigas sind hauptsächlich nachtaktiv. Eine Kolonie bewohnt oft mehrere Nester, die miteinander verbunden sind. Dabei kann die Gesamtfläche, auf der die Arbeiterinnen agieren, bis zu einem Hektar betragen. Arbeiterinnen, die Entfernungen von 100 m zur Nahrungsquelle zurücklegen, sind keine Seltenheit. Spezielle Unterkasten von Transport-Arbeiterinnen transportieren die Nahrung von der Quelle zum Nest und werden gruppenweise durch Pheromone angeworben. Bei Gefahr können die Major-Arbeiterinnen ein Alarmsignal abgeben, indem sie mit ihrer Gaster auf den Boden trommeln. Zusätzlich hat diese Art ein ausgeprägtes territoriales Verhalten. An den Grenzen zu Nachbar-Kolonien kann es zu Kämpfen kommen, die mehrere Monate andauern. Dabei treffen sich immer eine Handvoll Ameisen an festen Kampfplätzen und kämpfen mehrstündig in einer Art Ritual. Diese ritualisierten Kämpfe finden allerdings nur mit anderen Dinomyrmex gigas-Kolonien statt, nie mit anderen Arten.

### Nahrung
Die Nahrung besteht im Durchschnitt zu 87 % aus Honigtau, 7,4 % Vogelexkrementen und 5,3 % Beuteinsekten. Regen scheint dabei die Jagd nach Beuteinsekten zu begünstigen.

### Vermehrung
Bei Anbruch der Abenddämmerung schwärmen etwa 40 bis 225 Geschlechtstiere. Dabei folgen die Zeiten des Schwarmflugs einem gewissen Rhythmus, für den wohl endogene Faktoren eine Rolle spielen. Festgestellt wurden fünf überlappende Zyklen, die sich mit einer Periodizität von 185 bis 190 Tagen wiederholten.